# Ковалики
Кова́лики (Elateridae) — родина ряду жуків, чисельність якої становить близько 7-и тис. видів. Розповсюджені по всій земній кулі. Особливістю коваликів є наявність особливого виросту на стерніті передньогрудей, який входить у відповідний жолобок на середньогрудях — це механізм перевертання зі спинної сторони на черевну. Завдяки різкому руху виросту, жук, що знаходиться на спинній стороні, підлітає у повітря, і зазвичай, падає на черевну сторону, при цьому чутно характерне клацання (через яке жуки отримали українську назву). Також клацання застосовується для відлякування хижаків.

## Морфологія

### Імаго

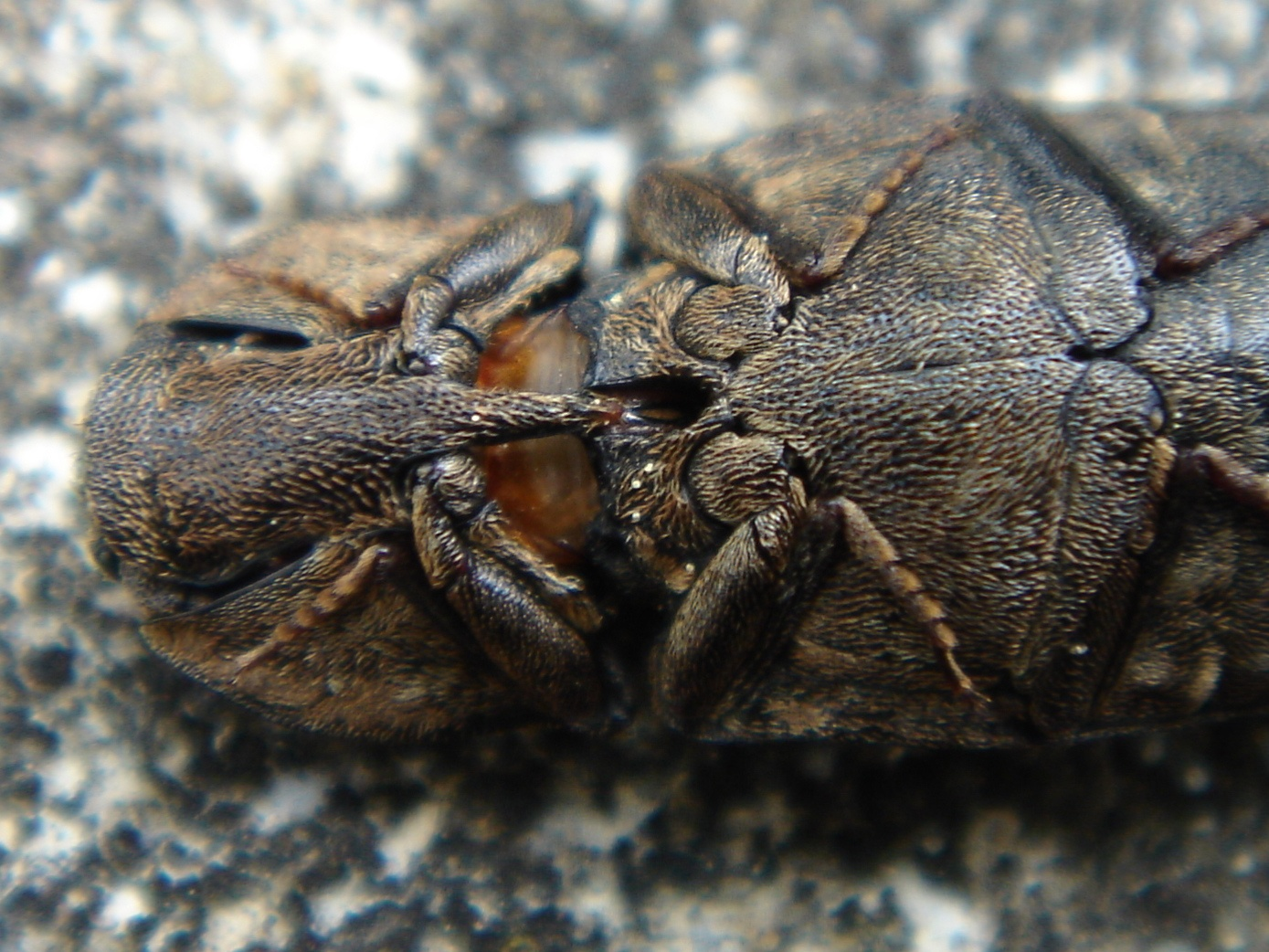
Adelocera murina догори черевцем

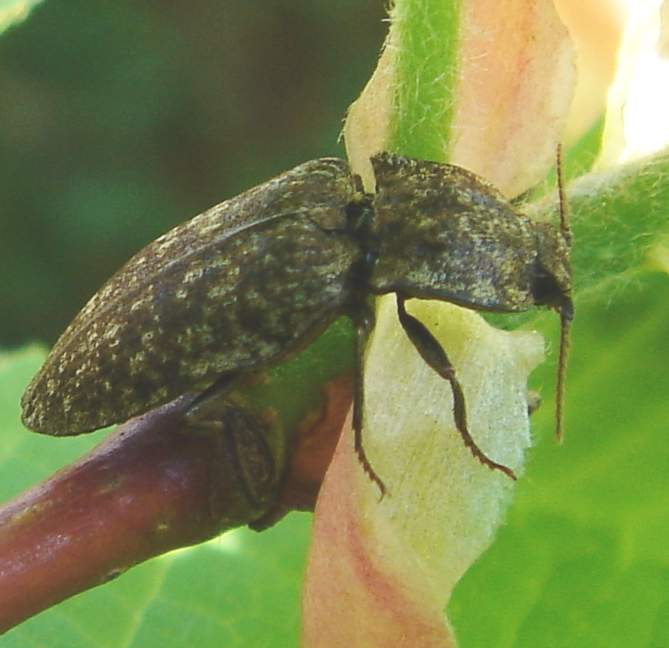
Adelocera murina на гілці

Більшість коваликів невеликі або середнього розміру жуки (до 2 см) сірого, чорного або буруватого кольору, хоча деякі види мають яскраве забарвлення і великі розміри. Імаго типово нічні комахи, фітофаги. За спекотної погоди часто вночі проникають до людського житла.
Форма тіла видовжено-овальна. Передньоспинка опукла, передній край закриває голову майже до рівня очей, задні її кути голковидно витягнуті, спрямовані назад або у сторони. На передньогрудях є довгий відросток, що заходить у відповідне заглиблення на середньогрудях. Якщо комаху перевернути на спину, вона лише за допомогою ніг не зможе перевернутися. За таких умов жук починає згинатися, роблячи різкі рухи передньогрудьми. Відросток зачіплюється за край заглиблення на середньогрудях і зіскакує. Комаха, високо підстрибуючи від удару передньоспинкою та елітрами об поверхню, перевертається на ноги. Звук, що виникає, схожий на лускання. Звідси і назва — ковалики чи лускунчики, а російською мовою — щелкуны.
Ноги 5-членикові, ходильного типу, короткі (Долин В. Г, 1964). Вони прикріплюються до тазикових западин наступним чином: передня пара — до заднього краю передньогрудей, середня пара — до переднього краю середньогрудей, задня пара — майже на межі між задньогрудьми та черевцем.
Крила тонкі, перетинчасті, ширші і трохи довші за надкрила. У стані спокою складені у кілька поздовжніх складок і повністю прикриваються елітрами, у більшості видів добре розвинені. Надкрила хітинізовані, дещо опуклі, прикривають задньогруди з боків, трохи виступають за краї тіла.
Вусики 11-членикові, зазвичай чоткоподібні або гребінчасті. Черевце складається з 5 стернітів. Забарвлення тіла зверху варіює від світло-жовтого до чорного. Розміри тіла імаго коливаються від 1,5 до 30 мм (Долин В. Г., 1987), у найпоширеніших видів — 7-14 мм. Статевий диморфізм у коваликів виражений досить слабко. Самиці мало відрізняються від самців. Мають дещо більші розміри, ширше тіло і коротші вусики.

### Яйце
Відкладені яйця зазвичай молочно-білого або кремуватого забарвлення, мають кулеподібну, овальну або еліптичну форму, завдовжки 0,5 мм. Відносяться до неклейдоїчного типу. Під час розвитку вони абсорбують воду, збільшуючись в розмірах у 1,5 рази (Черепанов А. И., 1965).

### Личинка
Личинки ковалика (дротяники) — тонкі, видовжені, циліндричні або дещо сплюснуті, мають відносно тверді покриви. Грудні ноги коротенькі, останній сегмент черевця направлений донизу, він слугує за додаткову кінцівку. Личинки розвиваються в ґрунті до 2-3 років, живлячись корінням рослин, часто завдаючи шкоди сільськогосподарським культурам, особливо злаковим. Личинок коваликів важко позбутися, якщо вони з'явилися, найдієвішим засобом є зміна культур та належна підготовка ґрунту перед засіванням. Завдяки формі тіла, личинки дуже легко пересуваються під землею і мігрують від рослини до рослини, тому здатні пошкоджувати велику кількість рослин за невеликий проміжок часу.
Личинки мають вузьке червоподібне тіло, що складається з 13 члеників. Форма тіла циліндрична або сплющена залежно від виду, покриви хітинізовані та блискучі, що робить личинок схожими на шматки мідного дроту, звідси і назва «дротяники». На відміну від личинок чорнотілок (Tenebrionidae) — несправжніх дротяників, в яких передня пара ніг більша за інші, у личинок коваликів всі три пари ніг однакових розмірів.
Голова прогнатична з добре розвиненими верхніми серпоподібними щелепами. Верхньої губи немає, передній край наличника склеротизований, утворює пластинку — назале, що може мати 1-3 зубці. Вусики 3-членикові. Нижні щелепи розміщені у виїмці головної капсули (Долин В. Г., 1964). Вся внутрішня поверхня преоральної порожнини (нижньощелепний апарат, гіпофарінкс, передній відділ глотки) у личинок вкриті довгими і короткими волосинками, спрямованими косо вперед, які перетинаються й утворюють оральні фільтри, що пропускають частки їжі, розміри яких складають кілька мікрон.

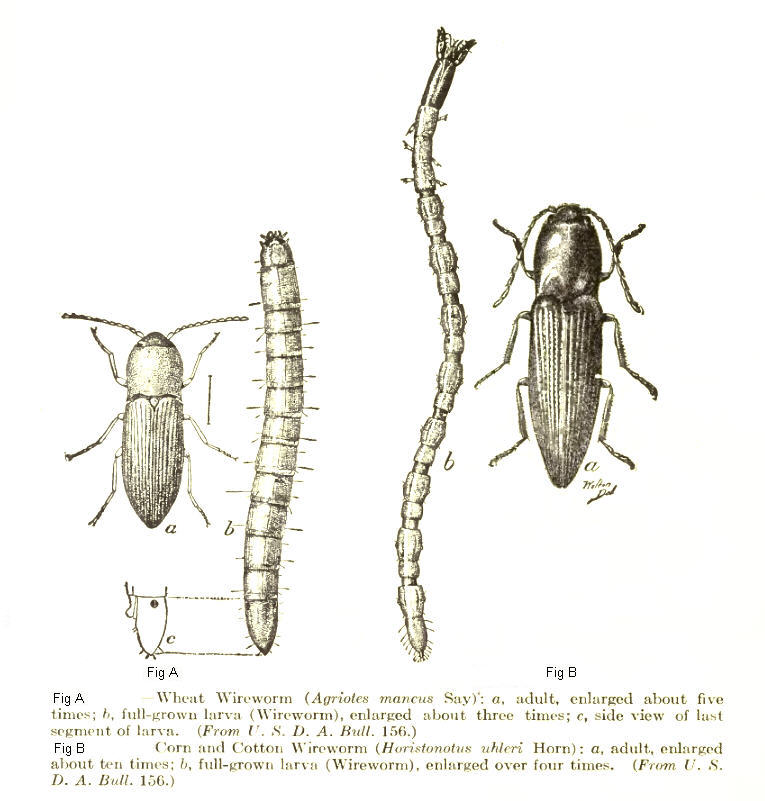
Зліва: дорослий пшеничний жук і дротяник (Agriotes mancus)
Справа: Пісочний жук і дротяник (Horistonotus uhlerii)

На середньогрудях, а також з боків 1-8 члеників черевця дротяників розміщені парні дихальця, які мають коротку чи видовжену овальну або звужену форму.
Каудальний сегмент у личинок залежно від виду буває різної форми: конусоподібної, циліндричної, сплющеної або заокругленої, може закінчуватися шипом або розділятися на 2 відростки — «урогомфи».
Забарвлення тіла дротяників від світло-жовтого до червоно-коричневого. Розвиток личинок триває 3-5 років. При цьому вони проходять 9-12 віків.

### Лялечка
Лялечки коваликів мають біле або жовте забарвлення, яке перед виходом імаго темніє. Довжина їх становить 8-16 мм. Покриви тіла м'які слабко хітинізовані. Лялечки дуже схожі на жуків. В них можна чітко розгледіти голову, вусики, передньоспинку, ноги, крила і надкрила, 6 черевних сегментів, з яких останній, при перетворенні лялечки на імаго, редукується. Жуки після виходу з лялечки мають світло-жовте або буре забарвлення, а також м'які покриви тіла, які за дві-три доби твердіють і темнішають.

## Особливості вертикальної міграції
Під час зимівлі личинки більшості видів коваликів мігрують глибше 25-35 см, де температура ґрунту є порівняно більш стабільною і не опускається нижче критичної, яка, зокрема для коваликів степового і темного становить −3,9˚С (Семеняк С. А., 1969). Вертикальні переміщення цих комах у ґрунті відбуваються впродовж весняно-осіннього періоду і пов'язані, переважно, з пошуком корму та більш оптимальних умов для розвитку (Добровольский Б. В., 1959). При помірній температурі та високій вологості дротяники тримаються у шарі 5-7 см й інтенсивно живляться рослинами (Матис Э. Г., Глушкова Л. А., 1970; Цыбулькин П. Д., 1990).
Для початку весняної вертикальної міграції личинок коваликів необхідне встановлення середньої декадної температури ґрунту на глибині 20 см — +6,5˚С, на глибині 40 см — +4,7˚С. Для масового переміщення дротяників з глибших шарів ґрунту до верхніх потрібна середня декадна температура на глибині 20 см +8,1˚С, на глибині 40 см — +8,5˚С (Довгеля О. М., 2007). Існує залежність ефективності дії інсектицидів для обробки насіння цукрових буряків від швидкості весняного прогрівання ґрунту. За умов ранньої теплої весни та швидкого прогрівання ґрунту дротяники знаходяться у його верхніх шарах вже при сівбі цукрових буряків. Якщо токсикація рослин культури інсектицидами системної дії проходить повільно, то існує висока імовірність пошкодження їх ґрунтоживучими шкідниками у найвразливіші фази росту та розвитку. Одним із заходів захисту проростаючого насіння є його завчасна обробка інсектицидами контактної дії.
За умов пізньої холодної весни личинки коваликів повільно мігрують до верхніх шарів ґрунту і починають пошкоджувати ослаблені несприятливими погодними умовами рослини, які на цей час значною мірою втрачають набуту токсикацію. Як наслідок, виникає необхідність використання для обробки насіння інсектицидів з більш пролонгованою ефективністю (Федоренко В. П., 1998). У літній період в міру висихання верхнього шару ґрунту та підвищення його температури, дротяники переміщуються до глибших вологіших горизонтів. Позитивний гігротропізм цих комах сприяє пошукам корму, оскільки коренева система рослин, зокрема буряків, заглиблюється у місця з вищою вологістю ґрунту.
Восени розпочинається вертикальна міграція дротяників до глибших шарів через зниження температури ґрунту нижче +10˚С. Вже при температурі +6 ˚С рух личинок уповільнюється, а при зниженні до 4 ˚С — стає млявим, при 0 ˚С — вони ціпеніють (Черепанов А. И., 1965). Вертикальна міграція личинок коваликів у глибші горизонти ґрунту для проходження зимової діапаузи починається при зниженні його температури на глибині 20 см до +7,8-8,3 °С, на 40 см до +9,4-9,8°С (Довгеля О. М., 2007). Вертикальна міграція личинок коваликів до верхніх шарів ґрунту не відбувається за випадання високої кількості опадів при різкому зниженні температури ґрунту до +11,4-13,1 °С на глибині 5 см. В той же час повільне зростання температури ґрунту на глибині 20 см з + 7,7 до 9,4 °С, а на глибині 40 см з 9,9 до 10,1°С викликає міграцію дротяників до вищих шарів.

## Систематика

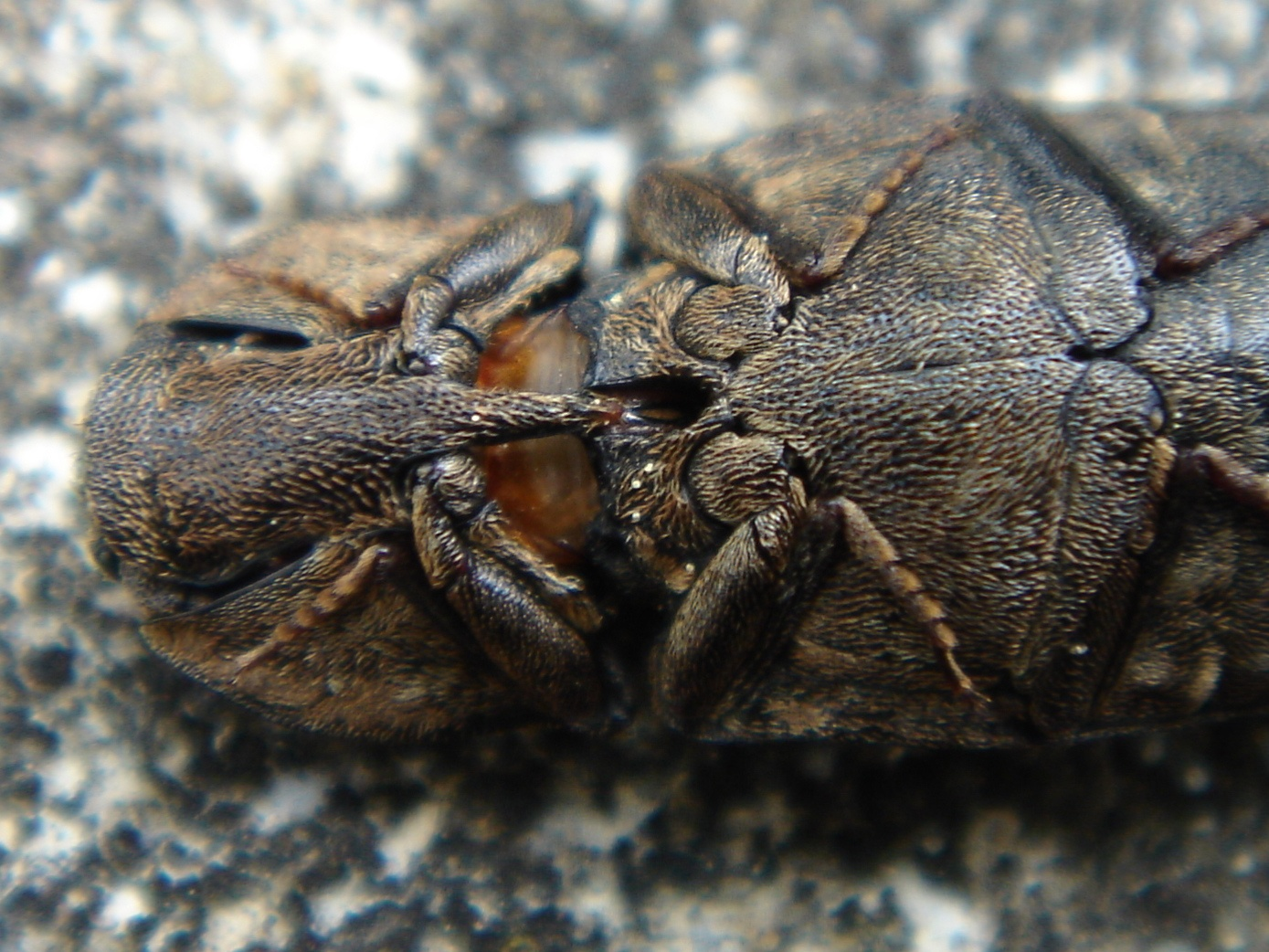
Adelocera murina

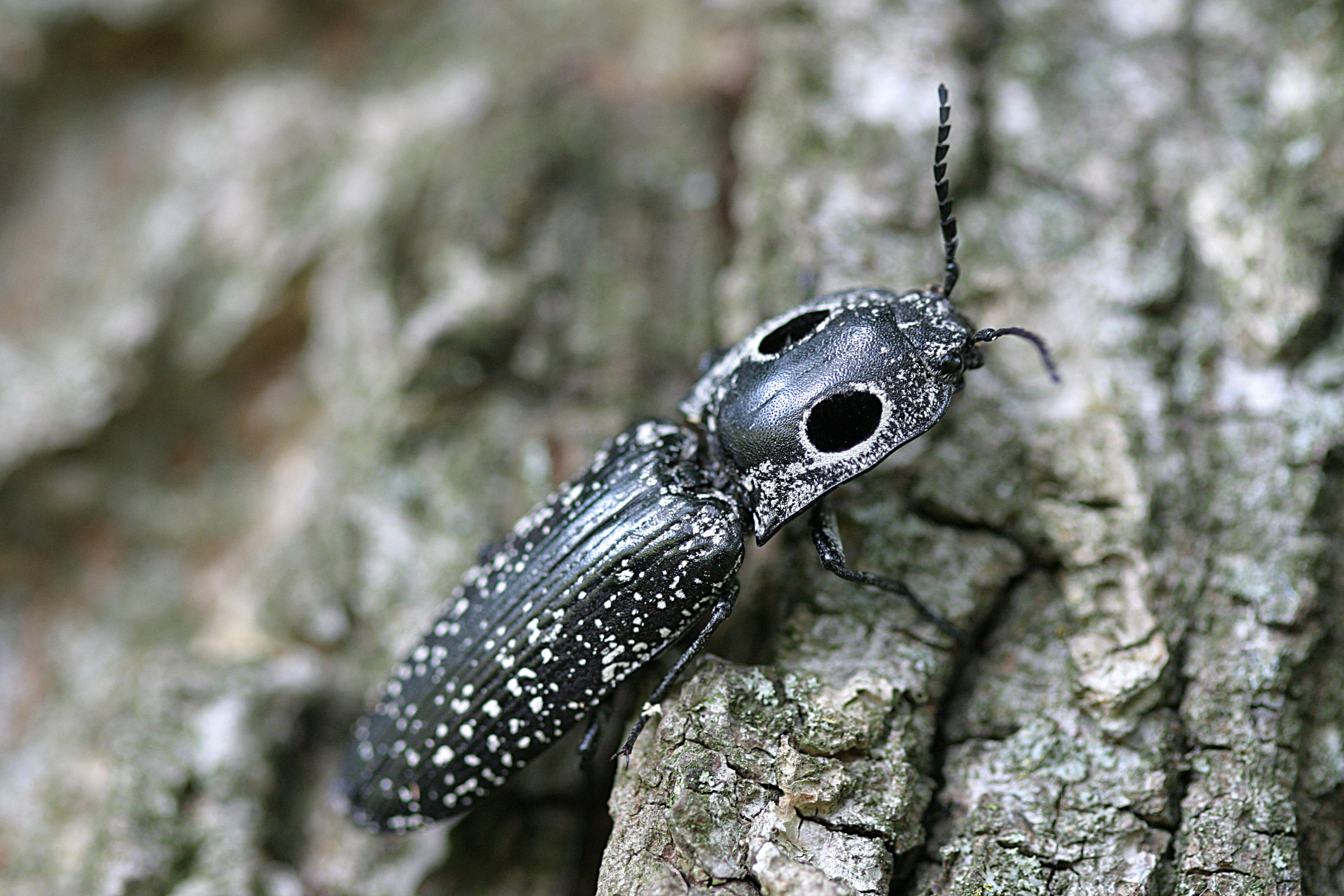
Alaus oculatus

- Actenicerus
- Adelocera
- Adrastus
- Aeoloderma
- Aeoloides
- Aeolus
- Agriotes
- Agrypnus
- Alaus
- Ampedus
- Anchastus
- Anostirus
- Aplotarsus
- Athous
- Berninelsonius
- Betarmon
- Brachygonus
- Brachylacon
- Calambus
- Cardiophorus
- Chalcolepidus
- Cidnopus
- Conoderus
- Craspedostethus
- Crepidophorus
- Ctenicera
- Dacnitus
- Dalopius
- Danosoma
- Denticollis
- Diacanthous
- Dicronychus
- Dima
- Drasterius
- Eanus
- Ectamenogonus
- Ectinus
- Elater
- Elathous
- Eopenthes
- Fleutiauxellus
- Haterumelater
- Hemicleus
- Hemicrepidius
- Heteroderes
- Horistonotus
- Hypnoidus
- Hypoganus
- Hypolithus
- Idolus
- Idotarmonides
- Ischnodes
- Isidus
- Itodacne
- Jonthadocerus
- Lacon
- Lanelater
- Limoniscus
- Limonius
- Liotrichus
- Megapenthes
- Melanotus
- Melanoxanthus
- Metanomus
- Mulsanteus
- Negastrius
- Neopristilophus
- Nothodes
- Oedostethus
- Orithales
- Paracardiophorus
- Paraphotistus
- Peripontius
- Pheletes
- Pittonotus
- Pityobius
- Plastocerus
- Podeonius
- Porthmidius
- Procraerus
- Prodrasterius
- Prosternon
- Pseudanostirus
- Pyrophorus
- Quasimus
- Reitterelater
- Selatosomus
- Sericus
- Simodactylus
- Spheniscosomus
- Stenagostus
- Synaptus
- Tetrigus
- Zorochros

## Екологія

### Шкодочинність
Личинки деяких видів можуть завдавати серйозної шкоди сільському господарству, пошкоджуючи зернові та інші культури.
Пошкодження рослин цукрових буряків личинками коваликів у 1905—1906 рр. (Васильев Е. М., 1906) в Україні у Південно-західному, Північно-східному та Південному регіонах становили 3-14,3 %, а у Подільській, Волинській, Чернігівській та Харківській губерніях від 4 до 22 % від пошкоджень всіма шкідниками.
Личинки коваликів були здавна загальновідомі як «проволочные черви», «костяники», «дротяники». Вивчення їх шкідливості проводилося багатьма авторами. Було відмічено сильну пошкоджуваність цими фітофагами рослин цукрових буряків першого року життя, слабку — їх висадків (Мостовая Р. Н., 1988; Васильев Е. М., 1906). Ці фітофаги живляться протягом усього вегетаційного періоду культури: пошкоджують проростаюче насіння, яке гине і не утворює сходів, потім перегризають молоді рослини, проникають усередину коренів, викликаючи їх відмирання, недорозвиненість і потворність. Впродовж вегетації пошкоджені коренеплоди заражаються мікроорганізмами, стають сприйнятливими до ураження кореневими гнилями, що призводить до погіршення зберігання і якості сировини (Гумовская Г. Н., Ковбасюк Е.В, 1990).
Для забезпечення себе поживними речовинами у достатній кількості дротяники пошкоджують велику кількість кормових рослин. Встановлено, що у посушливі роки дротяники, за чисельності 5-6 екз./м², можуть знищити до 35 %, а більше 20 екз./м² у вогнищах — до 80 % сходів. Тому ступінь загрози посівам цукрових буряків визначають, залежно від щільності популяції личинок коваликів у місцях їх зимівлі: до 2,5 екз./м² — слабкий, 2,6-7 екз./м² — середній, більше 7 екз./м² — сильний ступінь загрози (Шпаар Д., Дрегер Д., Каленська С. та ін., 2005). У результаті нерівномірного розподілу на полі цих шкідників, навіть за підвищення норми висіву насіння не можна запобігти частковій зрідженості посівів, що призводить до недобору врожаю коренеплодів. Для визначення ступеня загрози від дротяників та розробки заходів захисту культури від них на полях, що відводяться під посіви буряків, попередньо проводять обстеження на заселеність цими фітофагами (Петруха О. И., Бичук Ю. П., Трибель С. А., Береговой Д. К., 1981).